# 1229
Il 1229 (MCCXXIX in numeri romani) è un anno  del XIII secolo.

## Eventi
- Ögödei diviene Gran Khan.
- Si conclude la crociata contro gli Albigesi (parte dell'eresia catara), con un sanguinoso massacro perpetrato sotto il comando di Raimondo VII di Tolosa.
- 18 febbraio - Con la pace di Giaffa Federico II di Svevia restituisce Gerusalemme ai Cristiani.

## Nati
- 13 aprile - Ludovico II del Palatinato, nobile tedesco († 1294)
- Oberto Doria, politico e ammiraglio italiano († 1306)
- Michail di Vladimir, nobile russo († 1249)

## Morti
- 17 gennaio - Alberto di Riga, arcivescovo cattolico e politico tedesco (n. 1165)
- 14 febbraio - Raghnall mac Gofraidh, sovrano norvegese
- 12 marzo - Bianca di Navarra, principessa spagnola (n. 1177)
- 13 marzo - Sancha del Portogallo, badessa portoghese (n. 1178)
- 14 marzo - Pietro Ziani, mercante, politico e diplomatico italiano
- 12 settembre - Guglielmo II di Béarn, francese (n. 1185)
- 10 ottobre - Henry de Beaumont, V conte di Warwick, nobile britannico (n. 1192)
- 22 ottobre - Gerardo III di Gheldria, conte (n. 1185)
- 16 dicembre - Folco Scotti, vescovo cattolico e santo italiano (n. 1164)
- Enrico II di Namur, nobile francese (n. 1212)
- Hélinand di Froidmont, scrittore, poeta e religioso francese (n. 1160)
- Yaqut, geografo e biografo arabo (n. 1179)

## Calendario
| Calendario 1229 | Calendario 1229 | Calendario 1229 | Calendario 1229 | Calendario 1229 | Calendario 1229 | Calendario 1229 | Calendario 1229 | Calendario 1229 | Calendario 1229 | Calendario 1229 | Calendario 1229 | Calendario 1229 | Calendario 1229 | Calendario 1229 | Calendario 1229 | Calendario 1229 | Calendario 1229 | Calendario 1229 | Calendario 1229 | Calendario 1229 | Calendario 1229 | Calendario 1229 | Calendario 1229 | Calendario 1229 | Calendario 1229 | Calendario 1229 | Calendario 1229 | Calendario 1229 | Calendario 1229 | Calendario 1229 | Calendario 1229 | Calendario 1229 |
| --------------- | --------------- | --------------- | --------------- | --------------- | --------------- | --------------- | --------------- | --------------- | --------------- | --------------- | --------------- | --------------- | --------------- | --------------- | --------------- | --------------- | --------------- | --------------- | --------------- | --------------- | --------------- | --------------- | --------------- | --------------- | --------------- | --------------- | --------------- | --------------- | --------------- | --------------- | --------------- | --------------- |
|                 | 1               | 2               | 3               | 4               | 5               | 6               | 7               | 8               | 9               | 10              | 11              | 12              | 13              | 14              | 15              | 16              | 17              | 18              | 19              | 20              | 21              | 22              | 23              | 24              | 25              | 26              | 27              | 28              | 29              | 30              | 31              |                 |
| Gennaio         | Lu              | Ma              | Me              | Gi              | Ve              | Sa              | Do              | Lu              | Ma              | Me              | Gi              | Ve              | Sa              | Do              | Lu              | Ma              | Me              | Gi              | Ve              | Sa              | Do              | Lu              | Ma              | Me              | Gi              | Ve              | Sa              | Do              | Lu              | Ma              | Me              |                 |
| Febbraio        | Gi              | Ve              | Sa              | Do              | Lu              | Ma              | Me              | Gi              | Ve              | Sa              | Do              | Lu              | Ma              | Me              | Gi              | Ve              | Sa              | Do              | Lu              | Ma              | Me              | Gi              | Ve              | Sa              | Do              | Lu              | Ma              | Me              |                 |                 |                 |                 |
| Marzo           | Gi              | Ve              | Sa              | Do              | Lu              | Ma              | Me              | Gi              | Ve              | Sa              | Do              | Lu              | Ma              | Me              | Gi              | Ve              | Sa              | Do              | Lu              | Ma              | Me              | Gi              | Ve              | Sa              | Do              | Lu              | Ma              | Me              | Gi              | Ve              | Sa              |                 |
| Aprile          | Do              | Lu              | Ma              | Me              | Gi              | Ve              | Sa              | Do              | Lu              | Ma              | Me              | Gi              | Ve              | Sa              | Do              | Lu              | Ma              | Me              | Gi              | Ve              | Sa              | Do              | Lu              | Ma              | Me              | Gi              | Ve              | Sa              | Do              | Lu              |                 |                 |
| Maggio          | Ma              | Me              | Gi              | Ve              | Sa              | Do              | Lu              | Ma              | Me              | Gi              | Ve              | Sa              | Do              | Lu              | Ma              | Me              | Gi              | Ve              | Sa              | Do              | Lu              | Ma              | Me              | Gi              | Ve              | Sa              | Do              | Lu              | Ma              | Me              | Gi              |                 |
| Giugno          | Ve              | Sa              | Do              | Lu              | Ma              | Me              | Gi              | Ve              | Sa              | Do              | Lu              | Ma              | Me              | Gi              | Ve              | Sa              | Do              | Lu              | Ma              | Me              | Gi              | Ve              | Sa              | Do              | Lu              | Ma              | Me              | Gi              | Ve              | Sa              |                 |                 |
| Luglio          | Do              | Lu              | Ma              | Me              | Gi              | Ve              | Sa              | Do              | Lu              | Ma              | Me              | Gi              | Ve              | Sa              | Do              | Lu              | Ma              | Me              | Gi              | Ve              | Sa              | Do              | Lu              | Ma              | Me              | Gi              | Ve              | Sa              | Do              | Lu              | Ma              |                 |
| Agosto          | Me              | Gi              | Ve              | Sa              | Do              | Lu              | Ma              | Me              | Gi              | Ve              | Sa              | Do              | Lu              | Ma              | Me              | Gi              | Ve              | Sa              | Do              | Lu              | Ma              | Me              | Gi              | Ve              | Sa              | Do              | Lu              | Ma              | Me              | Gi              | Ve              |                 |
| Settembre       | Sa              | Do              | Lu              | Ma              | Me              | Gi              | Ve              | Sa              | Do              | Lu              | Ma              | Me              | Gi              | Ve              | Sa              | Do              | Lu              | Ma              | Me              | Gi              | Ve              | Sa              | Do              | Lu              | Ma              | Me              | Gi              | Ve              | Sa              | Do              |                 |                 |
| Ottobre         | Lu              | Ma              | Me              | Gi              | Ve              | Sa              | Do              | Lu              | Ma              | Me              | Gi              | Ve              | Sa              | Do              | Lu              | Ma              | Me              | Gi              | Ve              | Sa              | Do              | Lu              | Ma              | Me              | Gi              | Ve              | Sa              | Do              | Lu              | Ma              | Me              |                 |
| Novembre        | Gi              | Ve              | Sa              | Do              | Lu              | Ma              | Me              | Gi              | Ve              | Sa              | Do              | Lu              | Ma              | Me              | Gi              | Ve              | Sa              | Do              | Lu              | Ma              | Me              | Gi              | Ve              | Sa              | Do              | Lu              | Ma              | Me              | Gi              | Ve              |                 |                 |
| Dicembre        | Sa              | Do              | Lu              | Ma              | Me              | Gi              | Ve              | Sa              | Do              | Lu              | Ma              | Me              | Gi              | Ve              | Sa              | Do              | Lu              | Ma              | Me              | Gi              | Ve              | Sa              | Do              | Lu              | Ma              | Me              | Gi              | Ve              | Sa              | Do              | Lu              |                 |